# Bondarzewia mesenterica
Bondarzewia mesenterica är en svampart som först beskrevs av Jakob Christan Schaeffer, och fick sitt nu gällande namn av Kreisel 1984. Bondarzewia mesenterica ingår i släktet Bondarzewia och familjen Bondarzewiaceae.   Inga underarter finns listade i Catalogue of Life.

## Bildgalleri

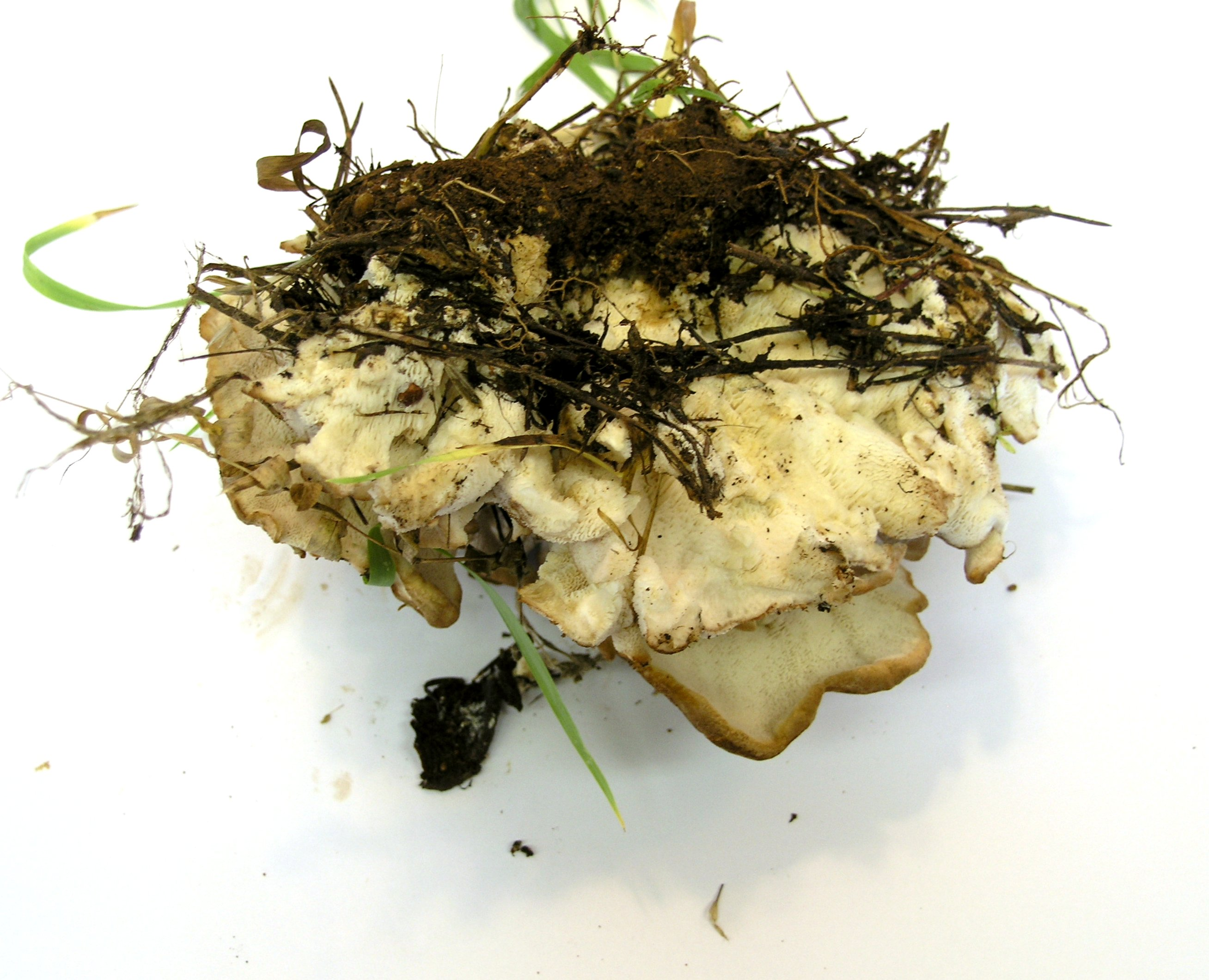